# Quintett G-Dur op. 18 (Dvořák)
Das Quintett G-Dur für 2 Violinen, Viola, Violoncello und Kontrabass op.18 schrieb Antonín Dvořák zu Beginn des Jahres 1875 (nach Eintragung in der Partitur „abgeschlossen im März“) in Prag.  Das Werk wurde am 18. März 1876 im Rahmen eines Konzertes der Prager Künstlervereinigung Umělecká beseda von František Ondříček und anderen Mitgliedern des Vereins Umělecká beseda in Prag uraufgeführt. Erschienen ist es 1888 bei Simrock in Berlin, wobei es mit der neuen Opuszahl 77 versehen wurde.

## Satzbeschreibungen
1. Satz: Allegro con fuoco; 4/4-Takt, Tonart: G-Dur
2. Satz: Allegro vivace; 6/8-Takt, Tonart: e-Moll
3. Satz: Poco andante; 4/4-Takt, Tonart: C-Dur
4. Satz: Allegro assai; 2/4-Takt, Tonart: G-Dur

## Diskografie
Von dem Werk sind einige Einspielungen auf CD erhältlich, zum Beispiel:
- Leipziger Streichquartett; Alois Posch, Kontrabass. MDG 907 1847-6

- Das Philharmonische Streichquintett. SACD, Pentatone, 2011.

- Vlach-Quartett, Jakob Waldmann. Label Naxos, 2000.

- Ensemble Acht. Label MDG, 2004.

- Chamber Music Society of Lincoln Center. Label Delos.